# Chasing Dream
Pour plus de détails, voir Fiche technique et Distribution.
Chasing Dream (我的拳王男友, Wo de quan wang nan you) est un film chinois réalisé par Johnnie To, sorti en 2019.

## Synopsis
Tiger, un jeune combattant d'arts martiaux mixtes, rencontre Cuckoo, une aspirante chanteuse.

## Fiche technique
- Titre : Chasing Dream
- Titre original : 我的拳王男友 (Wo de quan wang nan you)
- Réalisation : Johnnie To
- Scénario : Ryker Chan, Chan Siu-hei, Mak Tin-shu et Wai Ka-fai
- Musique : Peter Kam
- Photographie : Cheng Siu-keung
- Montage : Jordan Dieselberg
- Production : Elaine Chu, Johnnie To et Wai Ka-fai
- Société de production : China Film Co-Production Corporation, China Star Movie, Hero Star Movie Cultural et Milky Way Image Company
- Pays :  Hong Kong et  Chine
- Genre : Comédie dramatique et romance
- Durée : 118 minutes
- Dates de sortie : 
  -  Chine : 8 novembre 2019

## Distribution
- Jacky Heung : Tiger
- Keru Wang : Cuckoo
- Bing Shao : Ma Qing
- Bin Chen : Gao Qiang
- Yitong Wu : Zhao Ying
- Ma Xiachui : Qu Fengfeng
- Emotion Cheung : Lu Di
- Wei Bing Hua : Zhang Quan
- Cao Yang : la grand-mère de Cuckoo
- Grace Wong Wai : Zhang Meimei
- Tsun Hung : Hai Li
- Taiyan Li : l'assistant de Qu Fengfeng
- Lu Wanchun : Han Xin
- Zhang Tong : Dr. Li
- Wong Chi-wing : Dong
- Chen Hui : Sha Ju
- Ou Yang : M. Zheng
- Ge Xingyu : Xiao Wang
- Alain Ngalani : Joe Weah
- Ken Law : Miyamoto Takeshi
- Liviu Covalschi : Keno Hagi
- Hasanov Sadig : Sergei Petrov
- Cai Shlue : Ruo Nan
- Wang Mu : Ding Ding

## Distinctions
Le film a remporté le Cheval noir du meilleur acteur pour Jacky Heung.